# Oleria assimilis
Espèce
Oleria assimilis est une espèce d'insectes lépidoptères, un papillon diurne appartenant à la famille des Nymphalidae, sous-famille des Danainae, à la tribu des Ithomiini, sous-tribu des Oleriina et au genre Oleria.

## Dénomination
Oleria assimilis a été décrit par Richard Haensch en 1903 sous le nom initial de Leucothyris assimilis.

### Sous-espèces
- Oleria assimilis assimilis ; présent en Équateur[2].
- Oleria assimilis ssp. Lamas & Willmott ; présent au Pérou.
- Oleria assimilis ssp. Lamas & Willmott ; présent au Pérou.
- Oleria assimilis ssp. Lamas & Willmott ; présent au Pérou.
- Oleria assimilis ssp. Lamas & Willmott ; présent au Pérou[1].

### Noms vernaculaires
Oleria assimilis se nomme Assimilis Clearwing en anglais.

## Description
Oleria assimilis est un papillon aux ailes translucides bleutées à veines marron et bordure marron, orange sur la revers.

## Écologie et distribution
Oleria assimilis est présent en Équateur, au Brésil et au Pérou,.

### Protection
Pas de statut de protection particulier.